# Fraile Roig
Fraile Roig es una variedad cultivar de ciruelo (Prunus domestica), de las denominadas ciruelas europeas,
una variedad de ciruela oriunda de la comunidad autónoma de Islas Baleares, en el municipio de Porreras ubicado en el centro sur de la isla de Mallorca y perteneciente a la comarca del Llano. Las frutas tienen un tamaño pequeño a mediano, muy alargado, color de piel rosa ciclamen pasando a rojo carmín o amoratado, no uniforme, a veces se ve parte del fondo ambarino o verdoso, y pulpa de color amarillo calabaza, con textura pastosa, semi firme, poco jugosa, y sabor dulce, aromático, bueno.

## Sinonimia
- "Fraile Rojo",
- "Frare de Roig".[3]

## Historia
'Fraile Roig' variedad de ciruela local cuyos orígenes se sitúan en la comunidad autónoma de Islas Baleares, en el municipio de Porreras en el centro sur de la isla de Mallorca y perteneciente a la comarca del Llano.
'Fraile Roig' está cultivada en el Banco de germoplasma de cultivos vivos de la Estación experimental Aula Dei de Zaragoza. Está considerada incluida en las variedades locales autóctonas muy antiguas, cuyo cultivo se centraba en comarcas muy definidas, que se caracterizan por su buena adaptación a sus ecosistemas, y podrían tener interés genético en virtud de su características organolepticas y resistencia a enfermedades, con vista a mejorar a otras variedades.

## Características
'Fraile Roig' árbol de porte extenso, vigoroso, erguido, muy fértil y resistente. Las flores deben aclararse mucho para que los frutos alcancen un calibre más grueso. Tiene un tiempo de floración que comienza a partir del 16 de abril con el 10% de floración, para el 20 de abril tiene una floración completa (80%), y para el 29 de abril tiene un 90% de caída de pétalos.
'Fraile Roig' tiene una talla de tamaño pequeño a mediano, de forma muy alargada, en forma de gota, disminuyendo de anchura hacia el polo peduncular, indistintamente con o sin cuello, ventruda y por el contrario algo aplanada en la parte dorsal, presentando sutura línea rosa, indistintamente más clara o más oscura que la epidermis, según el grado de coloración de ésta, muy recubierta de pruina, superficial o en una ligera depresión a veces más acentuada en el cuello y polo pistilar; epidermis my pruinosa, pruina violácea, sin pubescencia, la piel tiene color rosa ciclamen pasando a rojo carmín o amoratado, no uniforme, a veces se ve parte del fondo ambarino o verdoso, punteado abundante, sobre todo en caras laterales, tamaño diverso, amarillento aureolado de carmín o morado, más oscuro que la zona en que se encuentra; Pedúnculo largo, fino, verdoso, muy pubescente, ubicado en una cavidad pedúncular casi nula, oblicua, rebajada en la sutura y levantada en el lado opuesto; pulpa de color amarillo calabaza, con textura semi firme, pastosa, poco jugosa, y sabor dulce, aromático, bueno.
Hueso semi libre, ligera adherencia en zona ventral, grande, estrecho y largo, muy plano, asimétrico, surco dorsal amplio con labios dentados, los surcos laterales menos acusados, zona ventral muy estrecha, superficie semi lisa, áspera.
Su tiempo de recogida de cosecha se inicia en su maduración durante la segunda quincena del mes de julio.

## Usos
La ciruela 'Fraile Roig' se comen crudas de fruta fresca en mesa, y también se transforma en mermeladas, almíbar de frutas o compotas para su mejor aprovechamiento.

## Cultivo
Autofértil, es una muy buena variedad polinizadora de todos los demás ciruelos.